# وینفرید مک‌نیر
 وینفرید مک‌نیر (انگلیسی: Winifred McNair؛ زاده ۹ اوت ۱۸۷۷ درگذشته ۲۸ مارس ۱۹۵۴) یک تنیس‌باز اهل بریتانیا بود.